# Zuffenhausen
Zuffenhausen, Stuttgart-Zuffenhausen – okręg administracyjny (Stadtbezirk) w Stuttgarcie, w kraju związkowym Badenia-Wirtembergia. Liczy 35 585 mieszkańców (31 grudnia 2011) i ma powierzchnię 11,96 km².
W Zuffenhausen produkowane są samochody marki Porsche.

## Współpraca
- La Ferté-sous-Jouarre, Francja